# Yetialtica besucheti
Yetialtica besucheti là một loài bọ cánh cứng trong họ Chrysomelidae. Loài này được Doberl miêu tả khoa học năm 1991.